# 정욱 (1973년)
정욱(1973년 8월 7일 ~ )은 대한민국의 배우이다. 1994년에 SBS 공채 4기 탤런트로 선발되었다.

## 학력
- 서울예술전문대학 영화과 전문학사

## 출연 작품

### 영화
- 《두 사람이다》(2007) - 현중 부 역
- 《네모난원》(2012) - 조용호 역
- 《소리굽쇠》(2014) - 건달 1 역
- 《정사》(2014)
- 《환상》(2014) - 찬영 역
- 《루치펠》(2014) - 필호 역
- 《코인라커》(2015) - 제곤 역
- 《연악: 나의 운명》(2023) - 박연 역

### 드라마
- 1994년 《공룡선생》(SBS)
- 1994년 《작별》(SBS)
- 1995년 《째즈》(SBS)
- 1995년 《신비의 거울속으로》(SBS)
- 1996년 《사랑의 이름으로》(SBS)
- 1996년 《도시남녀》(SBS)
- 1996년 《남자대탐험》(SBS)
- 1996년 《8월의 신부》(SBS)
- 1997년 《아름다운 그녀》(SBS)
- 1997년 《여자》(SBS)
- 1998년 《서울탱고》(SBS)
- 1998년 《사랑해 사랑해》(SBS)
- 1998년 《엄마의 딸》(SBS)
- 1998년 《바람의 노래》(SBS)
- 1998년 《남자 셋 여자 셋》 (MBC)
- 1998년 《7인의 신부》(SBS)
- 1998년 《미우나 고우나》(SBS)
- 1999년 《지금은 사랑할 때》(SBS)
- 1999년 《카이스트》(SBS)
- 1999년 《젊은 태양》(SBS)
- 1999년 《토마토》(SBS)
- 1999년 《아름다운 선택》(MBC)
- 1999년 《달콤한 신부》(SBS)
- 2000년 《여자만세》(SBS)
- 2001년 《이 부부가 사는 법》(SBS)
- 2001년 《새엄마》(KBS1)
- 2002년 《제국의 아침》(KBS1) - 함순 역
- 2003년 《실화극장 죄와 벌》(MBC) - 담당검사 역
- 2004년 《작은 아씨들》(SBS)
- 2004년 《토지》(SBS) - 이홍 역
- 2005년 《환생-넥스트》(MBC)
- 2005년 《들꽃》(SBS) - 최경석 역
- 2006년 《마이 러브》(SBS) - 김재우 역
- 2006년 《서울1945》(KBS1) - 일본인 반도호텔 역
- 2006년 《연개소문》(SBS) - 양량 역
- 2007년 《외과의사 봉달희》(SBS) - 장지혁 역
- 2007년 《칼잡이 오수정》(SBS) - 의사 역
- 2007년 《그 여자가 무서워》(SBS) - 준철 역
- 2007년 《아들찾아 삼만리》(SBS) - 조성태 역
- 2008년~2009년 《가문의 영광》(SBS) - 김선태 역
- 2012년 《한반도》(TV조선) - 신창석 역
- 2012년 《넝쿨째 굴러온 당신》(KBS2) - 공인중개사 역
- 2012년~2013년 《대왕의 꿈》(KBS1) - 군관 역
- 2013년 《황금의 제국》(SBS) - 손동휘 역
- 2013년 《환상거탑》(tvN) - 민석 역
- 2014년 《쓰리 데이즈》(SBS) - 권용한 역
- 2014년 《비밀의 문》(SBS) - 흑표 역
- 2014년 《엄마의 선택》(SBS) - 조수중 변호사 역
- 2014년 《청담동 스캔들》(SBS) - 정석현 기자 역
- 2015년 《화정》(MBC) - 대전내관 역
- 2015년 《이것은 실화다》(TV조선) - 원고 측 변호사 정욱 역
- 2015년 《마녀의 성》(SBS) - 왕유성 역
- 2016년 《미세스 캅 2》(SBS) - 김형민 역
- 2016년 《원티드》(SBS) - 김우진 교수 역
- 2016년 《그래, 그런거야》(SBS)
- 2017년 《조작》(SBS)
- 2017년 《다시 만난 세계》(SBS) - 김한민 역
- 2017년 《천일야史》(채널A) - 각종 단역 (비고정)
- 2017년 《브라보 마이 라이프》(SBS) - 정영웅의 비서 역
- 2017년 《병원선》(MBC) - 거제경찰서 형사 역
- 2018년 《키스 먼저 할까요》(SBS)
- 2018년 《차달래 부인의 사랑》(KBS2) - 강준호 역
- 2018년 《백일의 낭군님》(tvN)
- 2020년 《엄마가 바람났다》 (SBS) - 반수호 역
- 2020년 《바람과 구름과 비》(TV조선) - 철종 역
- 2020년 《앨리스》(SBS) - 하용석 역
- 2020년 《복수해라》(TV조선) - 이훈석 역
- 2021년 《달이 뜨는 강》(KBS2) - 사운암 역
- 2022년 《징크스의 연인》(KBS2) - 차 비서 역
- 2023년 《꼭두의 계절》(MBC) - 박충성 역
- 2023년 《대행사》(JTBC)
- 2023년 《소방서 옆 경찰서 그리고 국과수》(SBS) - 마중대장 역
- 2024년 《가석방 심사관 이한신》(tvN) - 윤상훈 역
- 2024년 《수상한 그녀》(KBS2) - 최재덕 역
- 2024년 《나쁜 남자의 사랑법》(탑릴스) - 성광식 역
- 2025년 《죽음의 카운트다운》(탑릴스) - 유회장 역